# Moorente

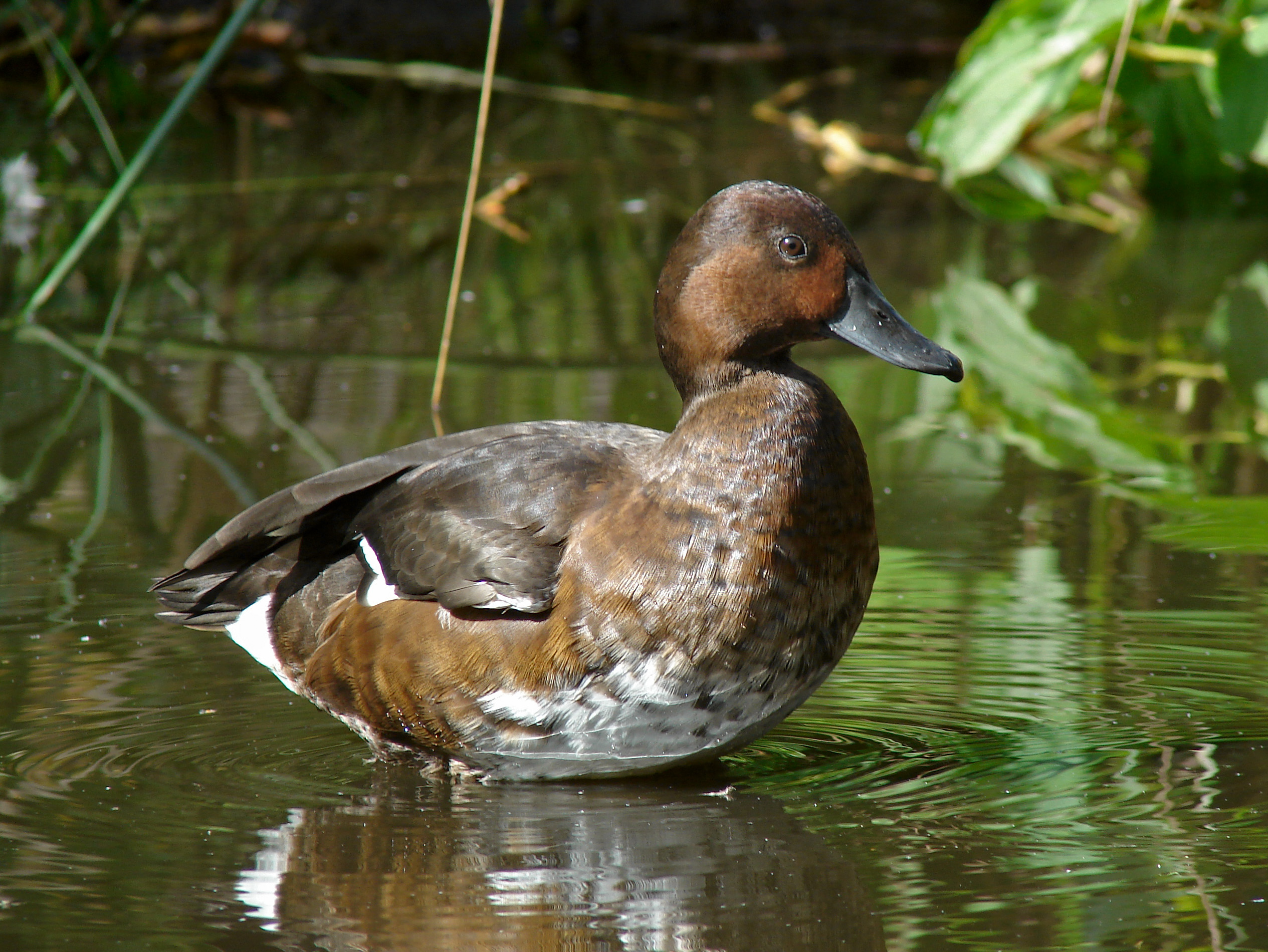
Moorente

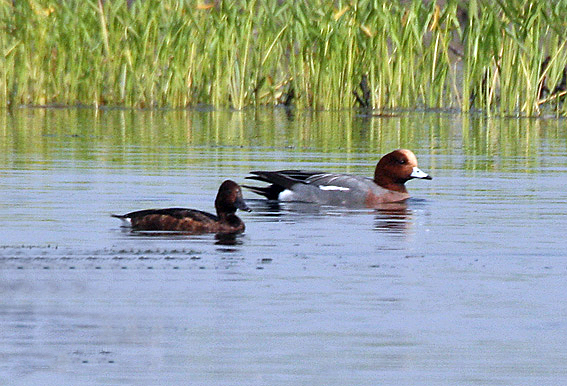
Moorente (links) im indischen Überwinterungsgebiet; rechts dahinter eine Pfeifente

Die Moorente (Aythya nyroca) ist eine Vogelart aus der Familie der Entenvögel. Sie zählt zu den so genannten Tauchenten. Es ist die einzige europäische Entenart, die nur einen schwach ausgeprägten Sexualdimorphismus aufweist. Die Moorente ist ein Brutvogel gemäßigter Breiten, die in West- und Mitteleuropa nur vereinzelt mit wenigen Brutpaaren brütet. Ihr Verbreitungsschwerpunkt sind die Steppen und Halbwüstenzonen der Ukraine. Gebietsweise ist die Moorente jedoch in kleiner Zahl ein Überwinterungsgast. Zunehmend werden im Freiland auch Gefangenschaftsflüchtlinge dieser leicht zu züchtenden Art beobachtet.

## Merkmale

### Merkmale ausgewachsener Moorenten
Die Moorente ist die kleinste Tauchente der Gattung Aythya. Sie erreicht eine Körperlänge von 38 bis 42 Zentimetern. Moorenten wiegen durchschnittlich etwa 560 Gramm.
Das Brutkleid des Moorentenerpels ist leuchtend kastanienbraun mit weißen Augen. Das Weibchen ist ähnlich, jedoch blasser gefärbt und hat braune Augen. Bei den Weibchen ist vor allem der Kontrast zwischen der Färbung des Rückens und des übrigen Körpers weniger auffallend. Beide Geschlechter haben weiß leuchtende Unterschwanzdecken, die sich auffallend vom Schwarzbraun des Hinterrückens abheben. Der lange Schnabel ist dunkelgrau bis blauschwarz gefärbt mit einem schwarzen Schnabelnagel; die Schnabelspitze ist aufgehellt, dies ist jedoch nicht bei allen Altvögeln erkennbar. Im Schlichtkleid sind die Farben und die Farbverteilung unverändert zum Prachtkleid. Wie beim Weibchen im Brutkleid sind die Farben jedoch weniger strahlend und auffallend. Im Flug ist ein deutlicher weißer Flügelstreif erkennbar.
Die Stimme der Moorente ist wenig auffällig. Sie ähnelt denen der anderen Aythya-Arten. Während der Paarungszeit, die in die Monate Januar bis Mai fällt, ruft das Männchen ein leises wräijö. Der Ruf ist nur im Umkreis von wenigen Metern hörbar. Der Ruf des Weibchens ist ein stimmloses, schnarrendes rerrr rerrr und ist auch im Flug zu hören.

### Erscheinungsbild der Küken und Jungvögel
Das Dunenkleid der Küken ist an der Körperoberseite dunkelbraun. Die Brust, der vordere und der seitliche Hals sowie die Kopfseiten sind gelb und scharf vom braunen Oberkopf und Nacken abgesetzt. Auffällige Gesichtszeichen dagegen fehlen. Der hintere Rumpf sowie die Schenkel sind braun. Die Küken haben außerdem gelbliche Flügelbinden und auf den oberen Flanken auch gelbliche Flecken. Die Iris ist blau.
Bei frisch geschlüpften Küken ist der Oberschnabel zunächst dunkel graublau. Die Schnabelkanten sind fleischfarben bis rosa. Der Nagel ist rötlichbraun und der Unterschnabel ist fleischfarben. Beine und Zehen sind dunkelgrau bis fast schwarzgrau, die Schwimmhäute dagegen schwarz. Bei heranwachsenden Moorenten hellt sich der Schnabel auf. Die Iris verändert ihre Farbe zu einem blassen graublau.

## Verbreitung

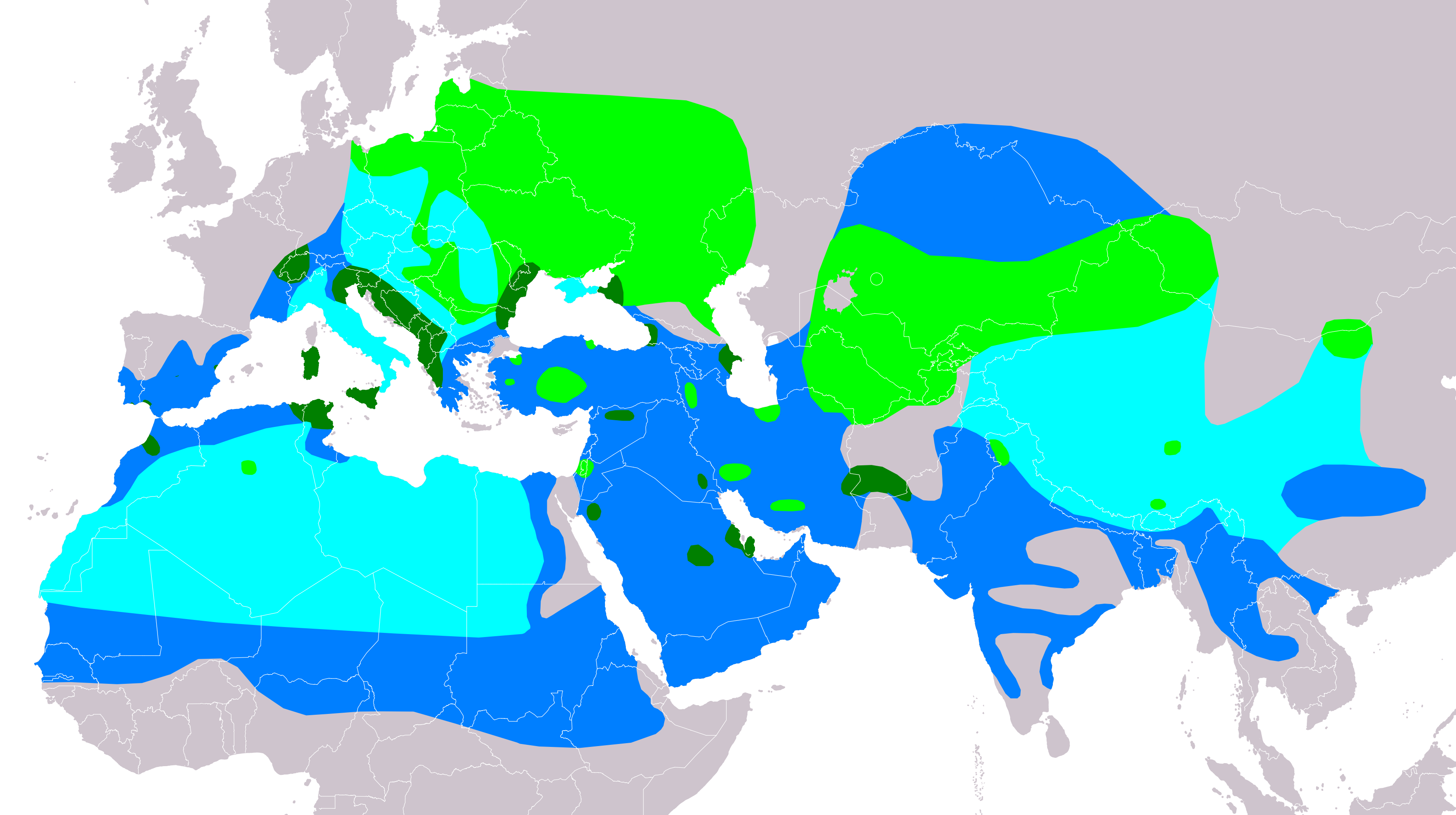
Verbreitung der Moorente:
Brutgebiete
Ganzjähriges Vorkommen
Migration
Überwinterungsgebiete

Moorenten kommen in den Steppen und Halbwüsten Asiens und in Osteuropa, besonders in Ungarn, Bulgarien, Rumänien und der Ukraine vor. Große Populationen finden sich auch in der Inneren Mongolei und auf dem tibetischen Hochplateau. In Deutschland kam sie lange nicht mehr als Brutvogel vor. Seit 1999 jedoch brütet sie wieder im sächsisch-brandenburgischen Grenzgebiet und am Bodensee (Deutschland 2005: 2–9 Brutpaare), seit 2010 in Mecklenburg-Vorpommern. In Österreich findet man sie regelmäßig am Neusiedler See. In Frankreich brütet die Moorente vereinzelt in der Region zwischen La Dombes und Lyon. Im Süden reicht ihr Verbreitungsgebiet bis in den Mittelmeerraum. Sie kommt in weiten Teilen Klein- und Südwestasiens vor und erreicht im Hochland von Tibet die Ostgrenze ihres Verbreitungsgebietes.
Die Überwinterungsgebiete der Moorente finden sich überwiegend am Schwarzen Meer, am Kaspischen Meer und am Aralsee. Bei extremen Wetterbedingungen ziehen die Moorenten weiter und überwintern dann auch in Griechenland, der Türkei, in Italien und in Nordafrika. Nur ein sehr kleiner Teil der Population überquert die Sahara und überwintert im Senegal, dem Nigerdelta sowie im Sudan. Die östlichen Populationen ziehen Richtung Irak, Iran und erreichen auch Pakistan sowie Nordindien. Im Überwinterungsquartier halten sich Moorenten von Ende Oktober bis März auf. Der Rückzug in die Brutgebiete dauert von März bis April.

## Lebensraum

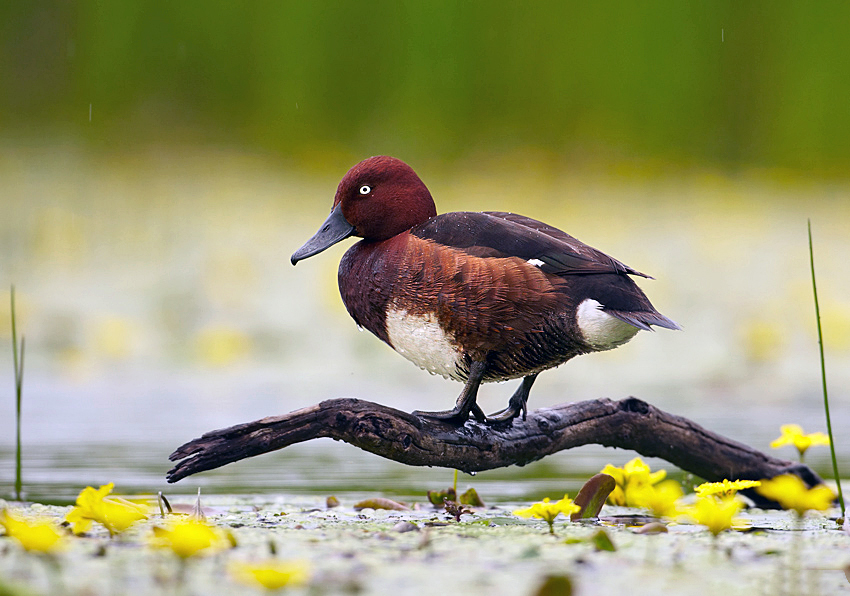
Moorente

Der bevorzugte Lebensraum der Moorente findet sich dort, wo der Schilfwald von Schwimmblattpflanzen abgelöst wird. Sie präferiert flache und verlandende Gewässer mit einer ausgedehnten Verlandungszone, deren Eutrophierung aber noch nicht so weit fortgeschritten ist, dass eine artenreiche Unterwasservegetation fehlt. In Ungarn brütet sie unter anderem an den Natronseen. In den Wüsten- und Steppenzonen Zentralasiens kommt sie schwerpunktmäßig an alkalihaltigen Gewässern vor. Sie meiden dagegen tiefe Gewässer und schnell fließende Flüsse und Bäche.
Anders als die meisten anderen Tauchentenarten ist die Moorente auch im Winter keine sehr gesellige Art. Trupps mit mehreren hundert Moorenten sind sehr selten und kommen nur dort vor, wo die Moorente generell sehr häufig ist. In der Regel sind nicht mehr als ein halbes Dutzend Moorenten gemeinsam zu beobachten.

## Nahrung
Verglichen mit anderen Tauchenten lebt die Moorente überwiegend herbivor. Der animalische Bestandteil ihrer Nahrung – meist Schnecken – wird gemeinsam mit den Pflanzenteilen aufgenommen. Sie frisst allerdings auch frei schwimmende Wasserinsekten, Kleinkrebse sowie Kaulquappen und Jungfrösche. Die pflanzliche Nahrung besteht sowohl aus grünen Pflanzenteilen der Unterwasservegetation und der Schwimmblattzone als auch Samen, Rhizome und Wurzelknollen. Zur Nahrungsaufnahme gehört ein Tauchen, ein Gründeln oder eine Nahrungsaufnahme, bei der die Moorente mit eingetauchtem Hals schwimmt. Etwa fünfzig Prozent der Zeit, die sie für die Nahrungssuche aufwenden, verbringen Moorenten tauchend.

## Fortpflanzung
Die Balz der Moorente weist Elemente auf, die auch bei anderen Tauchenten zu beobachten sind. Artspezifische Elemente sind das Nickschwimmen, bei dem Kopf und Hals nickend bewegt werden sowie der Knickhals, bei dem der Hals stark eingeknickt ist. Inwieweit die Verpaarung bereits an den Überwinterungsplätzen stattfindet, lässt sich bislang nicht genau einschätzen. Da aber große Teile der Balz erst im Brutgebiet stattfinden, ist dies ein Indiz, dass ein großer Teil der Population unverpaart dort eintrifft.

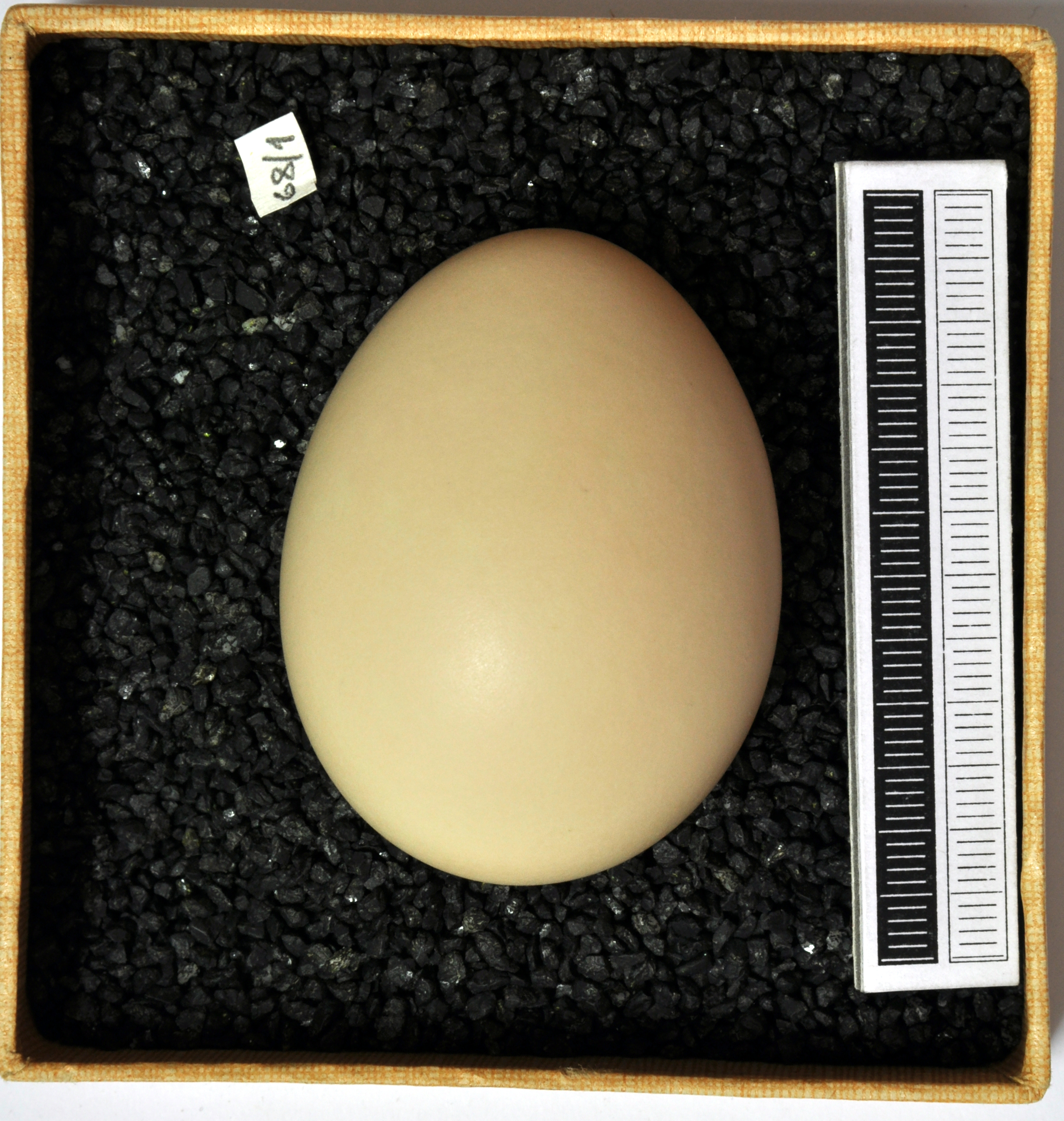
Ei (Sammlung Museum Wiesbaden)

Moorenten brüten nur einmal im Jahr. Das Nest wird gut versteckt in der krautigen Vegetation angelegt. Es findet sich entweder direkt am Wasser oder in unmittelbarer Ufernähe. Häufig führt ein von Vegetation verdeckter Gang vom Nest zum Gewässer. Das Nest ist eine dick mit Pflanzenteilen der Umgebung sowie Daunen und Federn ausgelegte Mulde. Die Nestdaunen, die sich in der Mulde finden, sind bräunlichgrau und weisen ein kleines, helles Zentrum auf.
Das Gelege umfasst sieben bis elf Eier. Sie sind rahmgelb bis dunkel rötlich-rahmfarben, wiegen im Schnitt 43 Gramm und messen durchschnittlich 52,3 × 38,2 Millimeter. Ihre Form ist elliptisch bis spindelförmig. Die Eier werden im Abstand von 24 Stunden gelegt, und das Weibchen beginnt mit der Bebrütung, sobald das Gelege vollständig ist. Es brütet allein das Weibchen. Das Männchen hält sich zum Beginn der Brutphase noch in Nestnähe auf und zieht dann zum Mauserrevier. Nach Gelegeverlust hat die Zweitbrut nur noch etwa fünf Eier. Zu einem Zweitgelege kommt es allerdings nur, wenn das erste Gelege frühzeitig während der Fortpflanzungszeit verloren geht. Die Brutdauer beträgt 23 bis 27 Tage. Die Jungen werden nach zwei Monaten flügge.

## Bestand
Innerhalb ihres Verbreitungsgebietes zählte die Moorente noch zu Beginn des 20. Jahrhunderts zu den am häufigsten vorkommenden Arten. Ihre Bestandszahlen sind seitdem teils dramatisch zurückgegangen. Auch das von ihr besiedelte Gebiet hat sich verkleinert. Noch in den 1960er Jahren betrug die Population in der ukrainischen Region von Dniestr bis Dniepr und der Region Moldau etwa 65.000 Brutpaare. Ähnliches gilt für Spanien, wo zu Beginn des 20. Jahrhunderts noch 500 Brutpaare brüteten und mittlerweile maximal vier Brutpaare jährlich festgestellt werden. Die weltweite Population beträgt vermutlich 40.000 bis 100.000 Individuen. Verlässliche Bestandszahlen sind allerdings schwer zu ermitteln, da insbesondere aus den östlichen Brutgebieten nur unzureichende Informationen vorliegen und diese Art sehr versteckt lebt.
BirdLife International ging 2015 von 17.400 bis 30.100 Brutpaaren für Europa aus. Davon verteilten sich die größten Brutpaarzahlen mit 6.000 bis 15.000 Brutpaaren auf Rumänien, 1.000 auf Ungarn, 1.000 auf Moldawien und 500 auf Russland. Regelmäßige Bruten gibt es auch in Polen, Litauen, Belarus, der Slowakei und mehreren Balkanländern. Seit 1975 brütet die Art sporadisch in der Schweiz, Tschechien, den Niederlanden, Frankreich und Spanien. Seit den 1990er Jahren werden in Deutschland und in Österreich erste erneute Bruten nachgewiesen. Es ist allerdings nicht immer sicher, ob es sich hier um eine Erholung der Restbestände auf Grund intensiver Schutzmaßnahmen handelt oder ob sich Gefangenschaftsflüchtlinge angesiedelt haben. Die Moorente wird häufig gezüchtet, da sie einfach zu halten ist und zudem attraktiv aussieht. Wegen des Kupierverbotes der Flügel seit 2006 durch das Tierschutzgesetz in Deutschland entfliegen immer wieder Enten aus Gefangenschaft. Die Ökologische Schutzstation Steinhuder Meer und NABU Niedersachsen führten 2012 bis 2015 am Steinhuder Meer ein Wiederansiedlungsprojekt durch und ließen 237 gezüchtete Moorenten frei. Dort kommt es seit 2015 zu Bruten im Freiland. Im Stadtgebiet Leipzig werden Moorenten vom Zoo Leipzig ausgewildert.
In Deutschland ist die Moorente in der Roten Liste der Brutvogelarten 2020 als vom Aussterben bedroht (Kat. 1) eingestuft.

## Belege